# Bộ Cá dạng cá voi
Bộ Cá dạng cá voi (tên khoa học: Cetomimiformes) là một bộ nhỏ của cá vây tia. Một số tác giả xem bộ này như một phần của bộ Stephanoberyciformes, trong phạm vi siêu họ Cetomimoidea.
Một số tác giả khác, như Ricardo Betancur-R et al. (2013), lại mở rộng bộ Beryciformes để chứa cả hai bộ Stephanoberyciformes và Cetomimiformes. Trong trường hợp này định nghĩa và giới hạn của bộ Beryciformes giống như định nghĩa bộ Trachichthyiformes.
Khi được công nhận thì bộ này có 3-4 họ và khoảng 18 chi. Được cho là có phân bố toàn cầu khắp vùng nhiệt đới và ôn đới, cá dạng cá voi được ghi nhận ở độ sâu vượt quá 3.500 mét.